# Alobha
Az alobha egy buddhista fogalom, melynek jelentése "nem-ragaszkodás". A ragaszkodás illetve a világi dolgok vagy a világi létezés iránti vágy hiányaként értelmezik. Az alobha megakadályozza a nem üdvös vagy az ártó cselekedeteket. Ez az Abhidharma tanításokban az egyik mentális tényező.
Az indiai jógácsára (más néven vidzsnyánaváda) iskola neves alakja Aszanga, a következőket állítja az Abhidharma-szamuccsaja című művében:
Mi az alobha? Nem ragaszkodni egy életmódhoz és az azzal kapcsolatos dolgokhoz. A szerepe az, hogy ne nyújtson alapot a gonosz cselekedetekben való részvételhez.